# Tælavåg
Tælavåg est un village de Norvège dans le comté de Vestland. Il est situé sur l'île de Sotra, à 39 kilomètres au sud-ouest de la ville de Bergen. 551 habitants y vivaient en 2013.

## Historique
Lors de l'occupation de la Norvège par le Troisième Reich, Tælavåg jouait un rôle important dans le trafic naval des « Shetland Bus » entre la Norvège et la Grande-Bretagne. Le village fut témoin de la tragédie de Tælavåg au printemps 1942.
Le 26 avril 1942, après avoir découvert que certains habitants cachaient deux hommes appartenant à la compagnie Linge, Arne Meldal Værum et Emil Gustav Hvaal, la Gestapo se mit à leur poursuite. Des coups de feu furent échangés et deux officiers gestapistes furent tués, ainsi qu'Arne Værum. Emil Hvaal et son fils furent exécutés quelques mois plus tard.
Josef Terboven supervisa lui-même les représailles : le 30 avril le village fut rasé, les bateaux coulés ou confisqués et les provisions emmenées. Tous les hommes du village furent exécutés ou envoyés au camp de concentration d'Oranienbourg-Sachsenhausen. Sur les 72 déportés, 31 moururent en captivité. Les femmes et les enfants furent emprisonnés pendant deux ans. 18 personnes internées au camp de Trandum furent également tuées en représailles.